# سن-برونو-دو-کاموراسکا، کبک

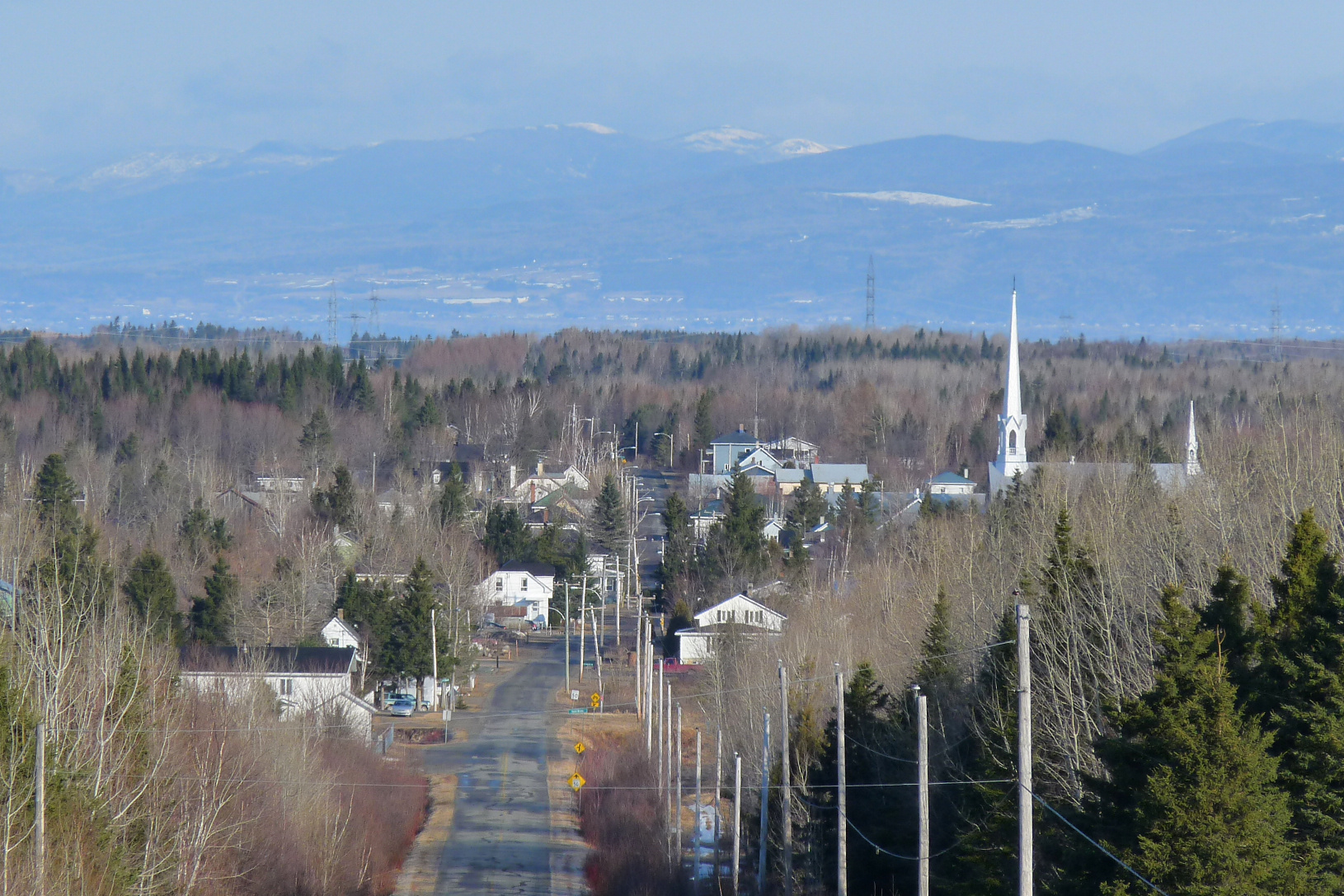
منظره ای از سن برونو دو کاموراسکا

سن-برونو-دو-کاموراسکا (به فرانسوی: Saint-Bruno-de-Kamouraska) شهری در منطقه شهری کاموراسکا ناحیه با-سن-لوران در استان کبک کانادا است. در سرشماری سال ۲۰۱۱ این شهر ۵۵۰ نفر جمعیت داشته‌است و مساحت آن ۱۸۶٫۷۹ کیلومتر مربع است.